# Ligne de Spikkestad
La ligne de Spikkestad (Spikkestadlinjen en norvégien) est une ligne ferroviaire qui relie Asker à Spikkestad. Cette ligne était un tronçon de l'ancienne ligne de Drammen avant la mise en service du tunnel de Lieråsen entre Asker et Brakerøya.

## Histoire
En 1973 le tunnel de Lieråsen fut inauguré et le trafic jusqu'à Drammen fut alors plus court et plus rapide. En effet, le tunnel passe sous une petite montagne qui dépasse à plusieurs endroits 300 m d'altitude. L'ancienne ligne de Drammen contournait cette petite montagne en passant par Røyken. C'est ce contournement qui est devenu la ligne de Spikkestad.
Le 2 juin 1973 le dernier train entre Spikkestad et Brakerøya circula. Le trafic de marchandises allait jusqu'à Gullaug (une zone industrielle de la commune de Lier), ce qui en faisait le terminus de la ligne jusqu'en 1994, année où le trafic de marchandises fut abandonné. La ligne fut alors écourtée. 
Le 9 décembre 2012, la halte ferroviaire de Hallenskog (ouverte en 1937) et celle d'Åsåker sont abandonnées.
L'ancienne voie reliant Spikkestad à Brakerøya a été transformée en partie en piste cyclable.

## Trafic
Aujourd'hui la ligne est desservie par des trains locaux qui desservent Oslo et ont leur terminus à Moss.

## Gares desservies
- Asker
- Bondivann
- Gullhella
- Røyken
- Spikkestad

## Galerie

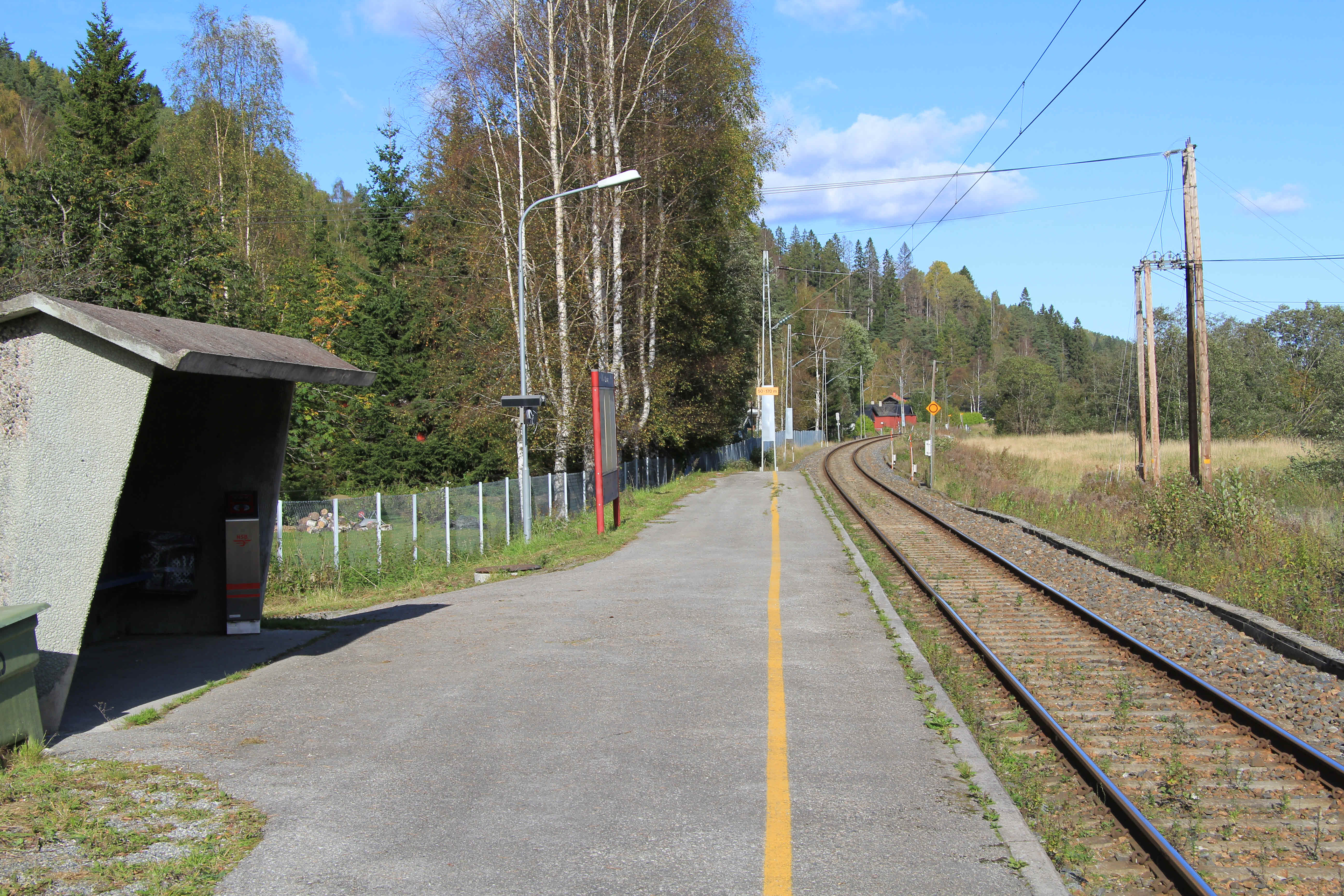
L'ancienne halte ferroviaire de Hallenskog
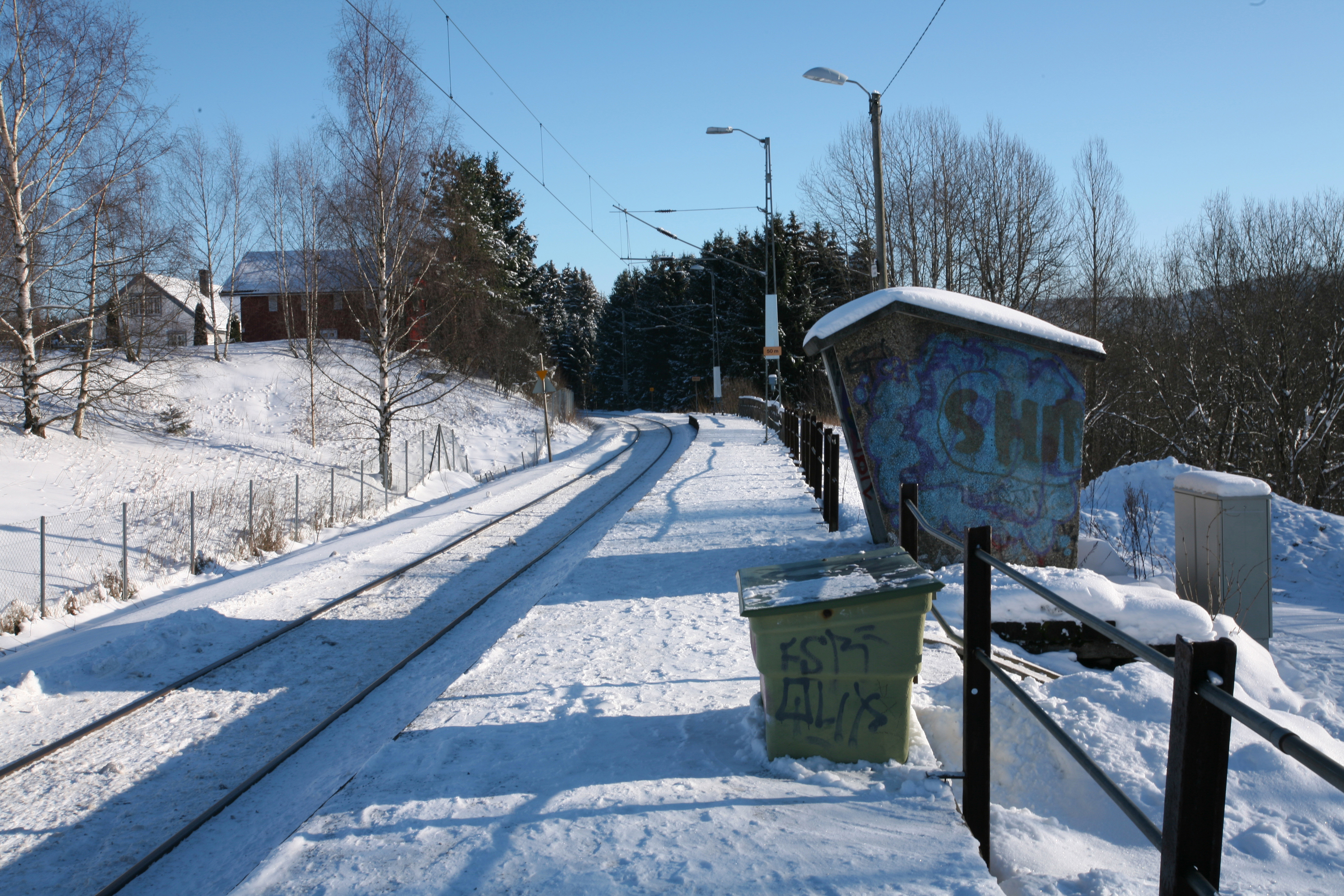
L'ancienne halte ferroviaire d'Åsåker
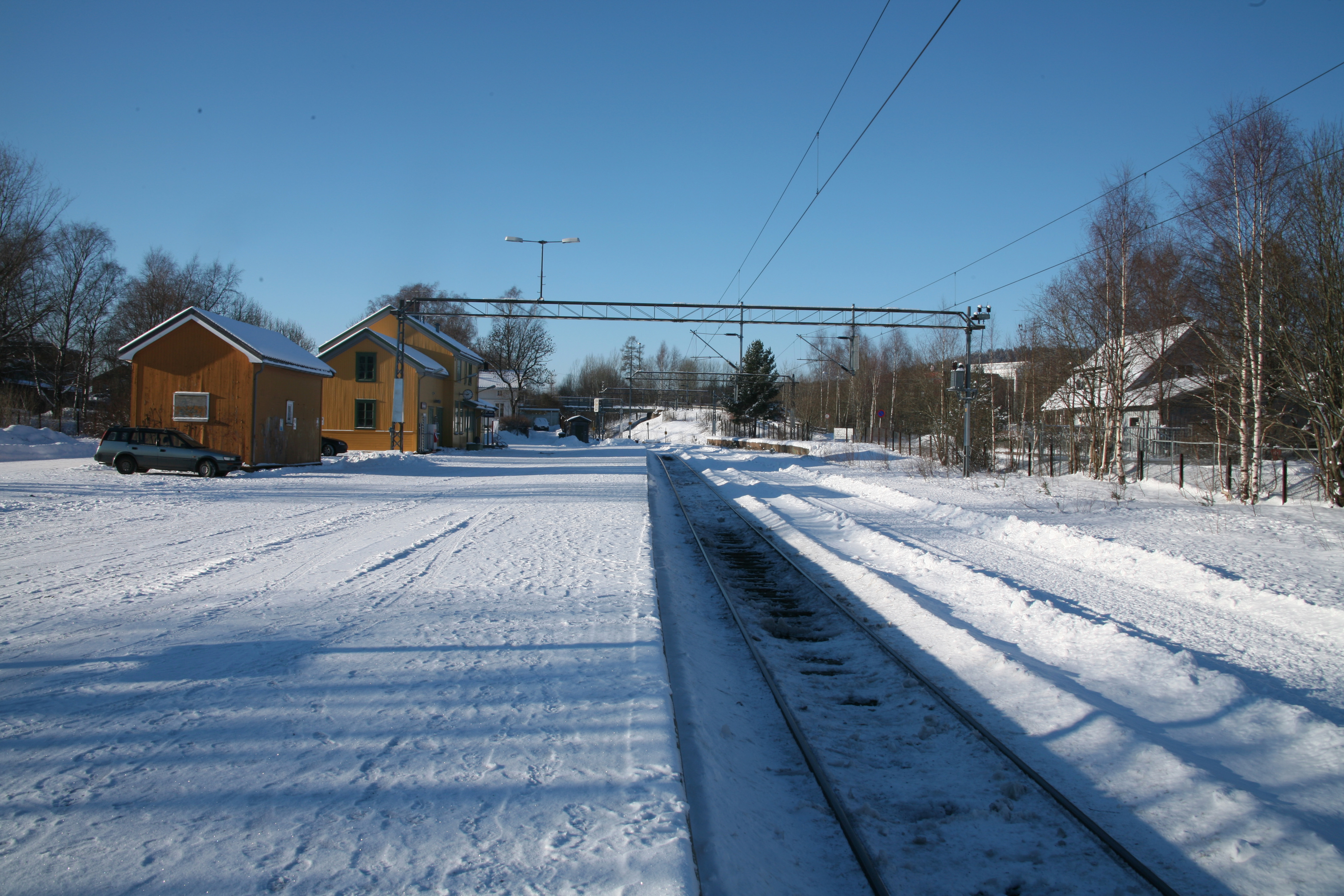
La fin de la ligne à Spikkestad